# Ezinge
Ezinge (en groningois : Aisen ou Aizing) est un village de la commune néerlandaise de Westerkwartier, situé dans la province de Groningue. 

## Géographie
Le village est situé à 12 km au nord-ouest de Groningue.

## Histoire
Ezinge est une commune indépendante avant le 1er janvier 1990, date où elle est rattachée à Winsum. Le 1er janvier 2019, celle-ci est supprimée et le village d'Ezinge est rattaché à la nouvelle commune de Westerkwartier.

## Démographie
Le 1er janvier 2018, le village comptait 798 habitants.

## Culture et patrimoine
Ezinge possède une église-halle du XIIIe siècle construite sur un monticule. Un clocher séparé s'élève à proximité. L'ensemble est classé monument national.